# Калиопи
Калиопи Букле (Охрид, 28. децембар 1966) македонска је кантауторка и певачица цинцарског порекла.

## Биографија
Калиопи је у младости показала интересовање за музику. 1976. учествовала је на македонском дечјем фестивалу „Златно Славејче” на којем је победила са песмом „Мојата учителка”. Касније је гостовала са хором Запре Запрова „Развигорче“, са којим је наступала у Чехословачкој, Словенији (тада унутар Југославије) и Аустрији између 1978. и 1980. Затим се придружила класи Марије Николовске, где је четири године студирала соло певање, пре него што је 1984. наставила школовање на Музичкој академији у класи Благоја Николовског. Калиопи се такмичила у југословенском такмичењу соло певања 1984. године, на којем је била трећепласирана.
Године 1984. Калиопи је основала бенд „Калиопи” са Ромеом Грилом. Тада је снимила своје прве две песме „Томи” и „Немој да ме будиш”, на захтев Македонског радија. Бенд је добио награду за најбољу интерпретацију за песму „Лео” на Фестивалу у Опатији, награду за коју су гласали југословенски новинари. Године 1986. бенд је објавио свој истоимени дебитантски албум. Исте године учествовали су на Сплитском фестивалу, где су освојили награду за најбољег дебитантског извођача за своју песму „Да море зна“.
Године 1988. бенд је издао свој други албум „Рођени” који је снимљен у Загребу и био је веома успешан. На том албуму представљена је хит песма „Рођени (Бато)”, коју је написао Ромео Грил. Бенд је био активан на музичкој сцени, наступао је на фестивалима, снимао телевизијске специјале за ТВ Загреб, ТВ Београд, ТВ Сарајево и ТВ Титоград и извео концертну турнеју која је укључивала наступе у Совјетском Савезу. На врхунцу популарности бенда, Калиопи и Ромео Грил преселили су се у Швајцарску. Након дужег одсуства са музичке сцене, после распада Југославије, бенд је и званично распуштен.
Калиопи се на музичку сцену вратила као соло извођач у Македонији и такмичио се на Скопје фесту 1996, националном избору за Песму Евровизије 1996. Песмом „Само ти“, победила је и прошла на Песму Евровизије. Међутим, елиминисана је на предизбору због великог броја учесника. Калиопи се касније такмичила на Скопје Фесту 1998, али се пласирала на девето место песмом „Не заборавај”.
Калиопи је започела поновно успостављање на македонској музичкој сцени, компонујући песме за друге извођаче и издавши свој соло албум „Обои ме” у децембру 1999. Албум је промовисан кроз телевизијску специјалну емисију на МРТ-у. Албум је био последња сарадња са њеним бившим мужем Ромео Грилом до 2012. Године 2000. Калиопи је основала сопствену дискографску кућу Kaliopi Music Production.
У јануару 2001. Калиопи је најавила издавање новог албума и нову сарадњу са продуцентом Дарком Димитровим. Албум се звао „Ако денот ми е ноќ“. Албум је промовисан кроз телевизијски документарни филм под називом „Поново Калиопи” на МРТ-у. Дана 16. фебруара 2002. Калиопи је учествовала на Скопје Фесту 2002. као композитор и пратећи вокал песме „Песна за нас”, коју је извео Горги Крстевски. Песма је заузела пето место у такмичењу.
Калиопи је 2003. издала је насловну нумеру са свог трећег албума „Не ми го земај времето”. Албум је објављен у децембру 2003. и на њему су се нашли дуети „Бел ден“са македонско-ромском певачицом Есмом Реџеповом и „Пурпурни дождови” са македонским глумцем Василом Зафирчевим. Ово је уједно и први самостални албум да садржи песме на српскохрватском језику. Године 2004. Калиопи је играла главну улогу у првом македонском мјузиклу, под називом „Чија си”. У новембру 2004. године, заједно са још пет уметника, Калиопи је изабрана за македонски предизбор за Песму Евровизије 2005. Међутим, она убрзо одустаје од овог такмичења.
Почетком 2006. Калиопи је објавила сингл „1000 Божји Цветови”. 4. марта 2006. године такмичила се у македонском националном избору за такмичење за Песму Евровизије 2006, песмом „Силна“. Упркос томе што су је медији прогласили једним од фаворита за победу, песма је заузела шесто место. 12. јула 2006. године, Калиопи је наступила на црногорском фестивалу Сунчане скале са српском верзијом песме „Силна” и тада је била трећа. Калиопи је на албуму Масима Савића представљена као композитор и певачица за песму „Меланколија”. Калиопи је крајем 2006. прославила тридесету годишњицу каријере великим концертом у Скопљу.
Прву песму у Хрватској „Пробуди ме” издала је 2007. године. Добила је похвале за свој наступ са песмом „Ако денот ми е нокј”, који је посветила покојном Тошету Проеском на фестивалу „Kënga Magjike” у Албанији.
Калиопи је 2008. објавила је албум на српскохрватском језику „Желим ти рећи”. Крајем јуна, Калиопи се такмичила на црногорском фестивалу Пјесма Медитерана у Будви као извођач песме „Реци ми” и као композитор песме „Дајем ти све”, коју је извела Тамара Тодевска, а 6. јула 2008. учествовала је на 48. издању Сплитског фестивала изводећи песму „За тебе чувам себе”, коју је написала хрватска певачица Алка Вуица.
У новембру 2009. Калиопи је објавила албум „Обливион”. Албум је промовисан концертно широм региона у 2010. години, укључујући наступе у Македонској опери у Скопљу, 15. Међународној културној манифестацији Зеничко прољеће у Зеници и Љетном фестивалу у Каству. Крајем 2009. и током 2010. године, Калиопи је учествовала у неколико музичких пројеката. Снимила је песму „Невиност”. Калиопи је у децембру 2010. године објавила албум „Порака”, за који је сарађивала са Дарком Јурановићем, Тихомиром Прерадовићем, Мирославом Русом и Рамбом Амадеусом. Албум је садржао дует „Денот си буди” са словеначким певачем Марком Возљем и „Ако још икад падне снијег” са Едином Карамазовом.
Дана 19. новембра 2011. године, Македонска радио телевизија позвала је Калиопи да представља Македонију на Песми Евровизије 2012. у Бакуу, у Азербејџану. Калиопи је извела песму „Црно и бело”. После четворогодишње паузе, Калиопи је Македонију поново довела у финале. Пласирала се на тринаесто место у финалу са 71 поеном.
Током 2013. године, њени фанови из целог света учествовали су у такмичењу за караоке под називом „Kaliopi Fan Festival”. Интернет фестивал фокусирао се на друштвене мреже у оквиру којих је публика гласала и одабрала најбољи спот за неку од песама са албума „Мелем”.
У пролеће 2015. године Калиопи је објавила нови сингл под називом „Мојот Дом”, а недуго затим и сингл „Пожели”. У јесен 2015. године издала је акустичну баладу „Јутро”.
Дана 24. новембра 2015. године, Македонска радио телевизија објавила је да су изабрали Калиопи за представницу Македоније на Песми Евровизије 2016. у Стокхолму са песмом „Дона”, објављеном 7. марта 2016. Калиопи је песму извела 12. маја 2016. током другог полуфинала Евровизије, али није успела да се пласира у финале. Била је 11. у полуфиналу.
Године 2018. објавила је две песме „Хајде да певамо” и „Пресуда”.

## Фестивали
- 1985. Опатија - Лео, награда за интерпретацију
- 1986. Опатија - Кокона
- 1986. Сплит - Да море зна, награда за најбоље дебитанте фестивала
- 1986. Макфест, Штип - Линда
- 1986. МЕСАМ - Болеро Лора
- 1987. Југословенски избор за Евросонг - Емануел, десето место, Београд '87
- 1996. Скопље - Само ти, победничка песма
- 1997. Еврофест - Не плачи, победничка песма
- 1997. Скопље - За тебе, друга награда публике
- 1998. Евросонг, Скопље - Не заборавај
- 2008. Хрватски радијски фестивал - Црне руже
- 2008. Сплит - За тебе чувам себе
- 2008. Пјесма Медитерана, Будва - Реци ми
- 2009. Хрватски радијски фестивал - Љубичице
- 2009. Пјесма Медитерана, Будва - Мени је име
- 2009. Сунчане скале, Херцег Нови - Рум, дум, дум, (дует са Наумом Петреским), победничка песма
- 2010. Руњићеве вечери, Сплит - Стине
- 2012. Евросонг - Црно и бело, тринаесто место
- 2016. Евросонг - Дона (није ушла у финале Евросонга)

### Спотови
| Спот                    | Година | Режисер                        |
| ----------------------- | ------ | ------------------------------ |
| Лео                     | 1986.  | TV Skopje                      |
| Бато                    | 1988.  |                                |
| Обои ме                 | 1999.  | VIDEOLAB Production            |
| Дај да пијам            | 2000.  | VIDEOLAB Production            |
| Дали ме сакаш           | 2001.  | Фабрика продукција             |
| Ако денот ми е ноќ      | 2001.  | Томато продукција              |
| За само еден ден        | 2001.  | Фабрика продукција             |
| Најмила                 | 2002.  | Zoom Videolution               |
| Заслужена земја         | 2002.  | Zoom Videolution               |
| Не ми го земај времето  | 2003.  |                                |
| Дари дари дам           | 2003.  | Zoom Videolution               |
| Тоа сум јас             | 2003.  | Zoom Videolution               |
| Бел ден                 | 2003.  | Томато продукција              |
| За кого постојам        | 2004.  | Томато продукција              |
| Кога проклето ти требам | 2004.  | Фабрика продукција             |
| Пурпурни дождови        | 2005.  | Томато продукција              |
| 1000 божји цветови      | 2006.  | Томато продукција              |
| Силна                   | 2006.  |                                |
| Грев                    | 2007.  | Васил Зафирчев                 |
| Пробуди ме              | 2007.  |                                |
| Љуби                    | 2008.  | Дејан Миличевић                |
| Желим ти речи           | 2008.  |                                |
| Љубичице                | 2009.  | Дејан Миличевић                |
| Не сум како ти          | 2010.  | Александар Ристовски-Принц     |
| Ти                      | 2010.  | D’Knock Production and 5 Group |
| Порука                  | 2010.  | Александар Ристовски-Принц     |
| Мелем                   | 2012.  | Александар Ристовски-Принц     |
| Црно и бело             | 2012.  |                                |
| Вучица                  | 2012.  | Александар Ристовски-Принц     |
| Мрвица                  | 2013.  | Данчо Стефков                  |
| Локомотива              | 2013.  | Огнен Шапковски                |
| Мојот дом               | 2015.  | Томато продукција              |
| Јутро                   | 2015.  | Огнен Шапковски                |
| Пожели                  | 2015.  | Томато продукција              |
| Дона                    | 2016.  | Александар Ристовски-Принц     |
| Кестени                 | 2016.  | NN Media                       |
| Рођендан                | 2016.  | NN Media                       |
| Пресуда                 | 2018.  | NN Media                       |
| Хајде да пјевамо        | 2018.  | NN Media                       |
| Знам                    | 2023.  | Александар Ристовски-Принц     |
| Кад осване              | 2023.  | Огнен Шапковски                |
| Ела                     | 2024.  | Огнен Шапковски                |
| Зашто                   | 2024.  | Огнен Шапковски                |
| Казна                   | 2024.  | Огнен Шапковски                |
| Дај ми комад душе       | 2024.  | Огнен Шапковски                |